# Viroterapia

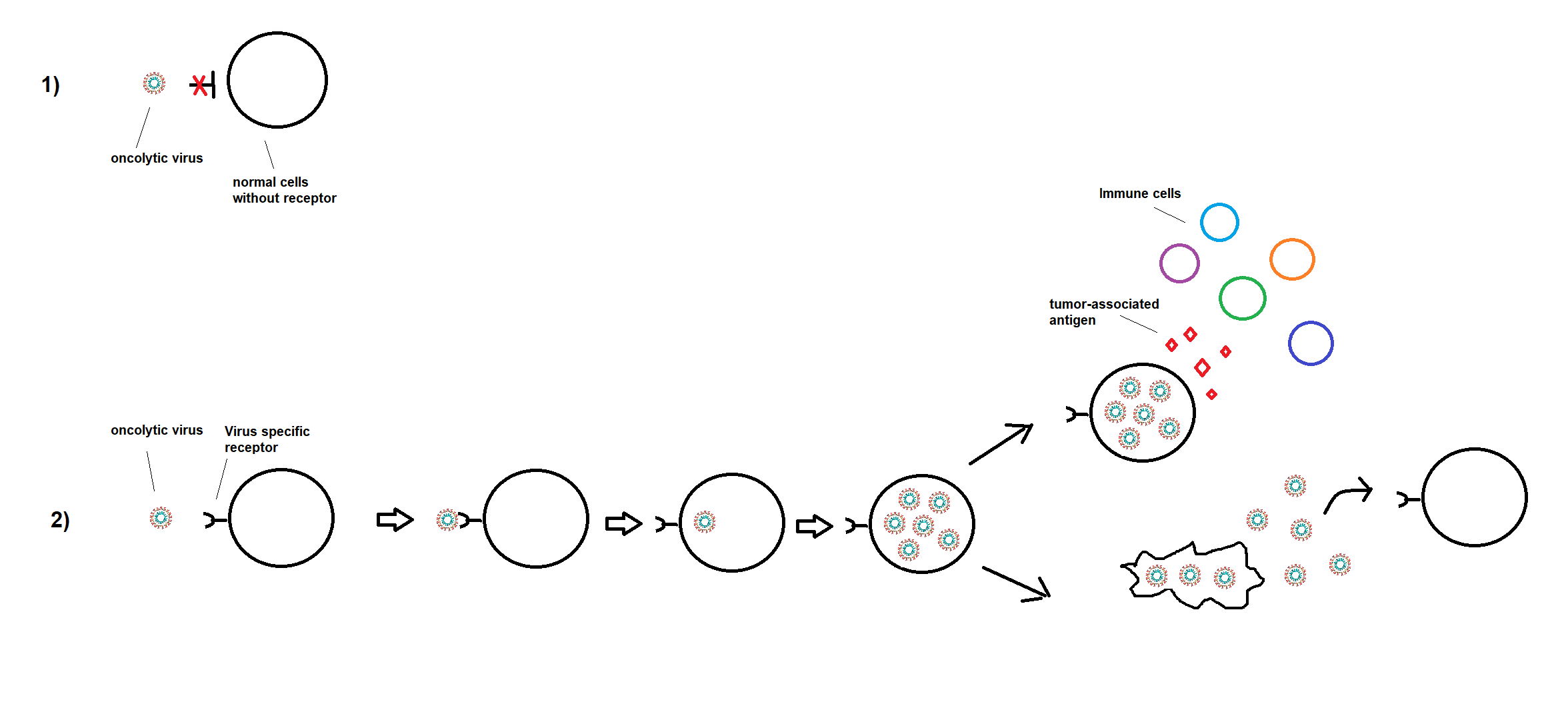
El virus en acción, afectando a las células, destruyendose en el proceso.

La viroterapia consiste en el uso de virus modificados genéticamente para que infecten y se repliquen selectivamente células tumorales (virus oncolíticos). Las células tumorales infectadas con los virus oncolíticos son destruidas. Estas células generan nuevas partículas virales que infectan tejidos tumorales adyacentes. Virus como el adenovirus, herpesvirus o influenza pueden transformarse en oncolíticos modificando:
- La superficie del virus para que reconozca y penetre sólo las células tumorales.
- Produciendo virus que sólo se replican en células con ausencia de genes supresores de tumores (p53, por ejemplo).
- Virus que se replican sólo en presencia de características específica de tumores (expresión de alfa-fetoproteína por ejemplo).

Se han modificado tanto el virus del sarampión como el virus del herpes simple I. Gracias a la manipulación genética, podemos hacer que éstos, se repliquen solo en células cancerosas o que las infecte solo a ellas para hacer de señal y que nuestro sistema inmune pueda matarlas.

## Viroterapia ONYX-015
Se usa un adenovirus que carece de la proteína viral E1B. Sin esta proteína, el virus no puede replicarse en todas aquellas células con p53 normal. Sin embargo, se ha comprobado que el gen supresor de tumores p53 se encuentra alterado en todos los tipos de cáncer, por lo que el adenovirus es capaz de replicarse en las células tumorales hasta lisarlas. Es posible usarlo incluso en fases precancerosas, puesto que p53 es uno de los primeros pasos en la cascada oncogénica.

## Virus del Herpes Simple 1
El virus del herpes simple ha sido modificado para que se replique solo en las células cancerosas. Dicho virus expresa la enzima timidina quinasa (Thymidine kinase), la cual es inofensiva para el ser humano. Sin embargo, cuando se le suministra el agente antiviral ganciclovir (el medicamento para el herpes) es capaz de convertirlo en usa sustancia bioactiva que inhibe la incorporación de dGTP por la polimerasa humana y provoca la activación de la apoptosis celular. Por esta razón, las células tumorales infectadas con el virus del Herpes, y por tanto portadoras de la enzima timidina quinasa, morirán en presencia del medicamento para el herpes. Esta técnica sólo es válida para todo aquel individuo que nunca haya sufrido un herpes. En caso contrario, el sistema inmune del individuo reconocerá al virus como ajeno.